# Première circonscription de Budapest
La première circonscription de Budapest est une des dix-huit circonscriptions électorales de la capitale hongroise. Elle a été créée lors du redécoupage électoral de 2011 puis est devenue effective lors des élections législatives hongroises de 2014.

## Description géographique et démographique
La circonscription est délimitée ainsi : l'intégralité du 1er et du 5e arrondissement, une partie du 8e arrondissement dont les limites sont le nord-est de Kálvin tér, Üllői út, József körút, Rákóczi út et Múzeum körút et enfin une partie du 9e arrondissement délimitée par le côté opposé de Kálvin tér, Vámház körút, Fővám tér, le Danube, Dandár köz, Dandár utca, Thaly Kálmán utca et Üllői út.
Selon le recensement de 2011, la circonscription a une population de 89 027 habitants dont 80 027, 40 073 hommes et 48 954 femmes.

## Députés
Pour voir les députés et les résultats de la première circonscription entre 1990 et 2011, voir l'article sur les anciennes circonscriptions de Budapest.